# Ossaea urbaniana
Ossaea urbaniana är en tvåhjärtbladig växtart som beskrevs av Brother Alain. Ossaea urbaniana ingår i släktet Ossaea och familjen Melastomataceae. Inga underarter finns listade i Catalogue of Life.